# Une vocation irrésistible
Pour plus de détails, voir Fiche technique et Distribution.
Une vocation irrésistible est un film français de moyen métrage réalisé et monté par Jean Delannoy, sorti en 1934.

## Fiche technique
- Réalisation et montage : Jean Delannoy
- Directeur de la photographie : Georges Asselin
- Distribution : Comptoir Français du Film Distribution (CFFD)
- Pays :  France
- Format : Noir et blanc - 1,37:1 - 35 mm - son mono
- Genre :Moyen métrage - Comédie
- Durée : 32 minutes
- Année de sortie : 1934

## Distribution
- Armand Bernard : un coiffeur qui se sent une vocation d'acteur
- Madeleine Guitty
- Lucien Callamand
- Christian Argentin
- Georges Bever
- Maryse Bousquet